# Rue de l'Ancienne-Comédie
La rue de l'Ancienne-Comédie est une voie située dans le quartier de la Monnaie dans le 6e arrondissement de Paris.

## Situation et accès
Longue de 116 mètres, elle commence au 67, rue Saint-André-des-Arts et au 1, rue de Buci et se termine au 132, boulevard Saint-Germain. 
La rue de l'Ancienne-Comédie est desservie par les lignes 4 et 10 à la station Odéon.

## Origine du nom
Elle porte ce nom en raison de la construction du premier Théâtre-Français.

## Historique
Présente dès le XVe siècle sous la forme d'un ancien chemin longeant l'enceinte de Philippe Auguste devenu en 1560 une rue, elle prend le nom de « rue des Fossés », puis « rue des Fossés-Saint-Germain-des-Prés », et enfin « rue de la Comédie » vers 1688 en raison de la construction du premier Théâtre-Français en 1680. 
Elle est citée sous le nom de « rue Neufve des fossez », « rue des Fossez Saint Germain » et « rue des Jacobins réformez » dans un manuscrit de 1636. 
La rue prend son nom actuel par décret le 21 mai 1834 après la relocalisation du Français au Palais-Royal en 1799.
Le 27 juin 1918, durant la Première Guerre mondiale, trois bombes explosent aux nos 11, 17 et 21 rue de l'Ancienne-Comédie lors d'un raid effectué par des avions allemands.

## Bâtiments remarquables et lieux de mémoire
- No 3 : l'inventeur Roland Moreno y  vécut de 1996 à 2006 ; une plaque lui rend hommage.
- No 4 : maison de 1585, remaniée au XVIIIe siècle. Appuis de fenêtres en fer forgé[3].
- No 5 : maison de la première moitié du XVIIIe siècle. Appuis de fenêtres en fer forgé et mascarons à figure féminine au premier étage[3].
- No 8 : plaque rappelant qu'était situé ici le restaurant Dagneau et que plusieurs personnalités (Victor Hugo, George Sand, Henry Murger, Frédéric Chopin et Théophile Gautier) le fréquentèrent. L'écrivain  Pierre Bourgeade a vécu dans cet immeuble.
- No 12 : ici vécut le révolutionnaire Fabre d'Églantine[4].
- No 13 : le plus vieux café de Paris, Le Procope, fondé en 1684 et inscrit aux monuments historiques depuis 1962[5]. Il occupe l’emplacement d’un ancien établissement de bains que fréquentaient les joueurs de paume de l’Étoile[6].
- No 14 : lieu de l'ancien jeu de paume de l’Étoile, converti en Théâtre-Français, dit « Hôtel des Comédiens ordinaires du roi », dont la façade est inscrite aux monuments historiques depuis 1928[7].
  - Sur la façade, haut-relief représentant Minerve traçant d’une main ce qu’elle voit dans le miroir de la Vérité, œuvre du sculpteur Étienne Le Hongre. Avant le remaniement de l’immeuble, vers la fin du XVIIIe siècle, le fronton dans lequel figure la sculpture était situé au deuxième étage[8].
- No 16 : hôtel de Cahors, où vécut le révolutionnaire Jean-Paul Marat de 1790 au 3 juillet 1793[4].
- La rue donne également accès à la cour du Commerce-Saint-André.
- No 18 : maison du docteur Pierre Gérard Vassal (1769-1840), ancien secrétaire général du Grand-Orient de France, membre de plusieurs sociétés savantes, auteur d'un ouvrage, Cours complet de maçonnerie ou Histoire générale de l'Initiation paru en 1832.
- No 21 : ici habita le tristement célèbre docteur Guillotin[9].
- No 39 : ici était l'imprimerie où Jean-Paul Marat a publié L'Ami du Peuple (exposition permanente à l'actuel Café Procope).

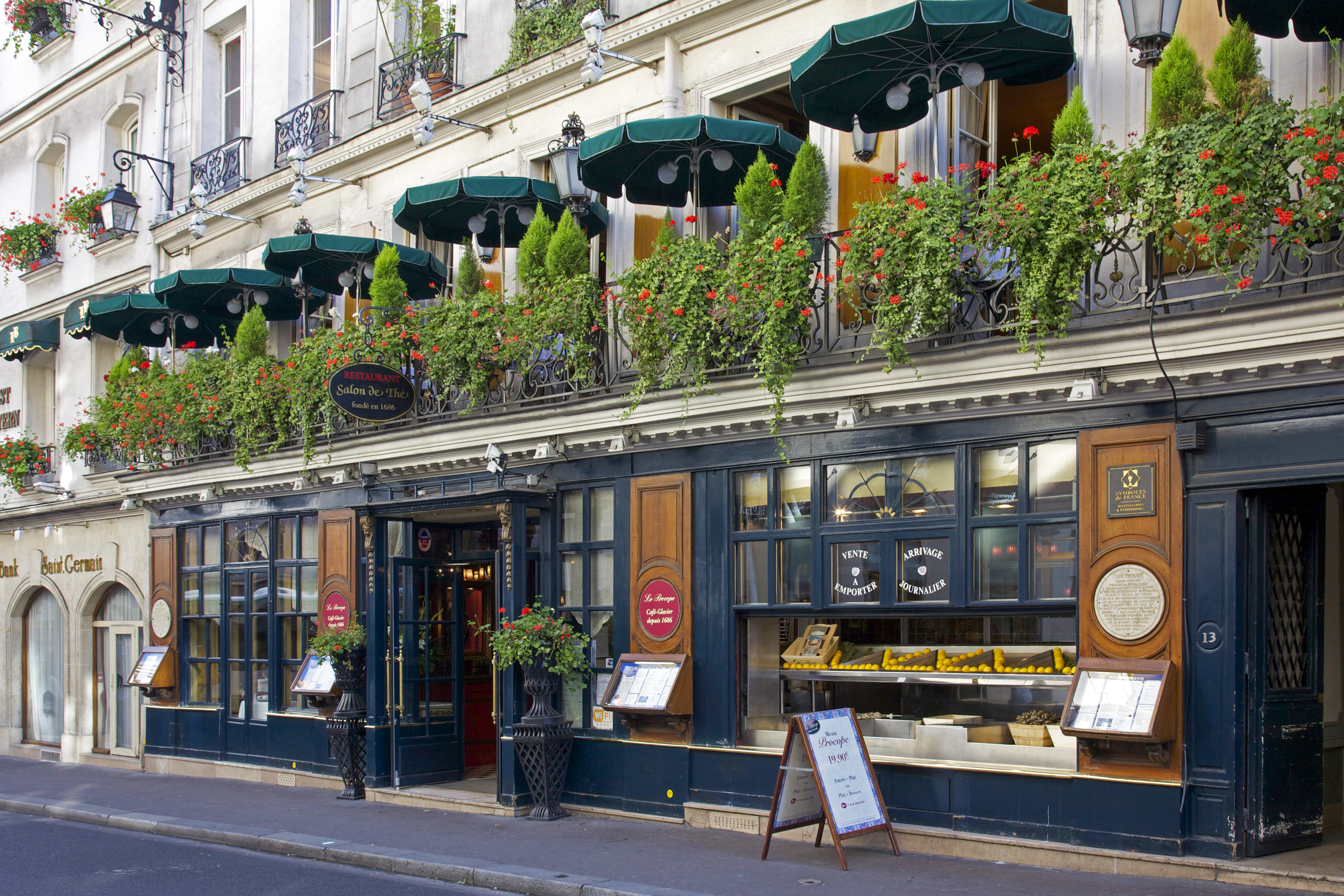
Café Procope.
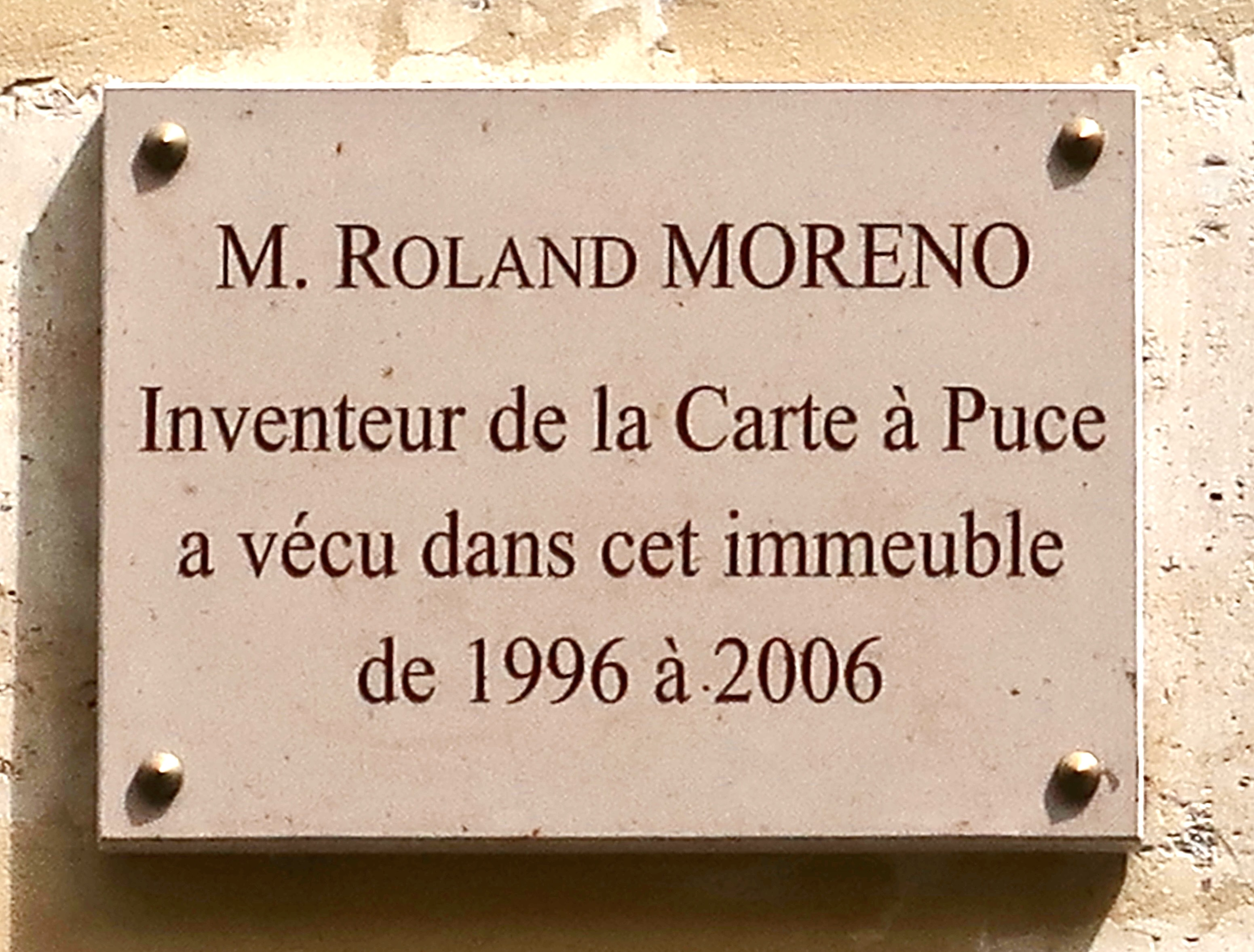
Plaque au no 3.
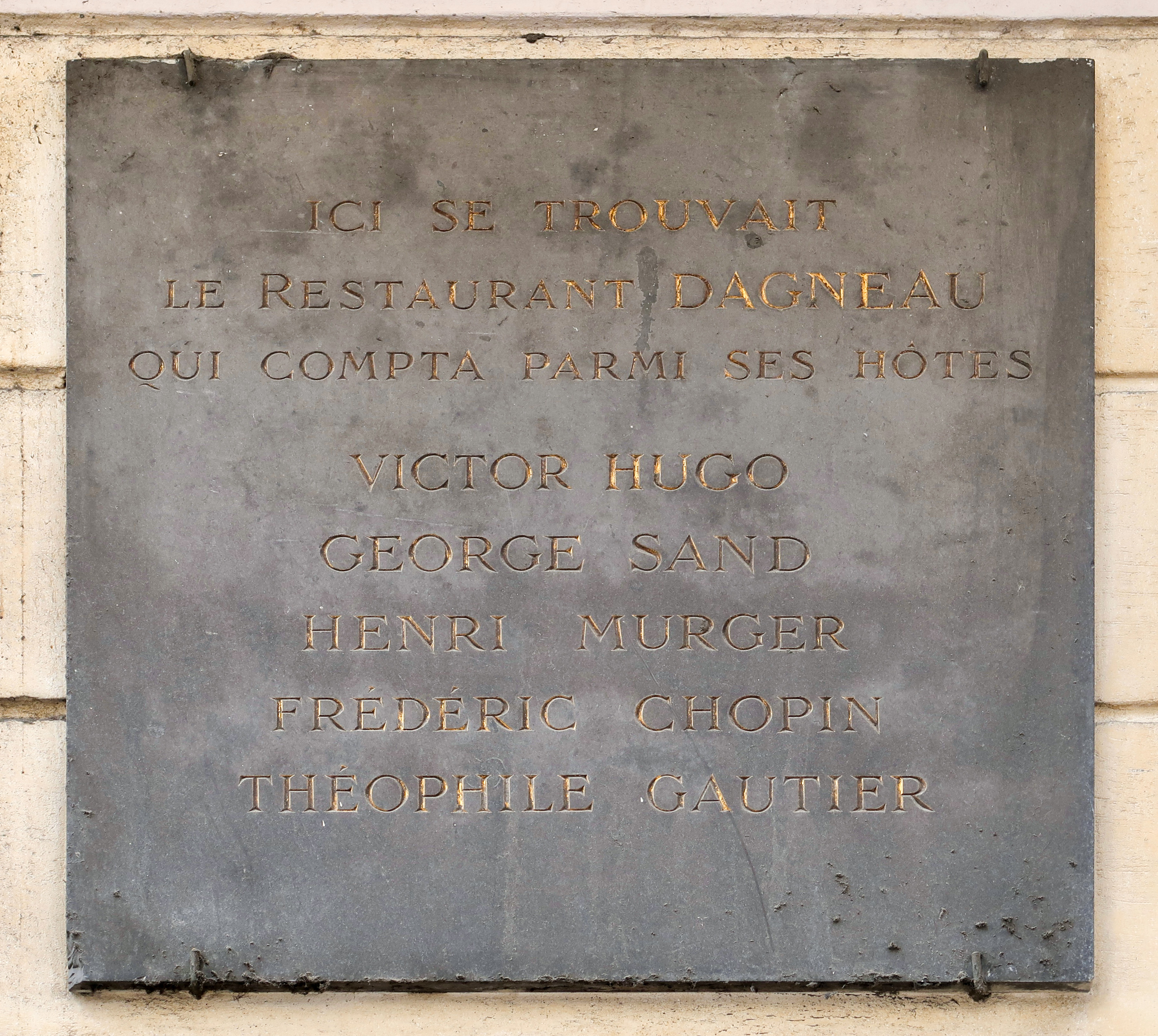
Plaque au no 8.
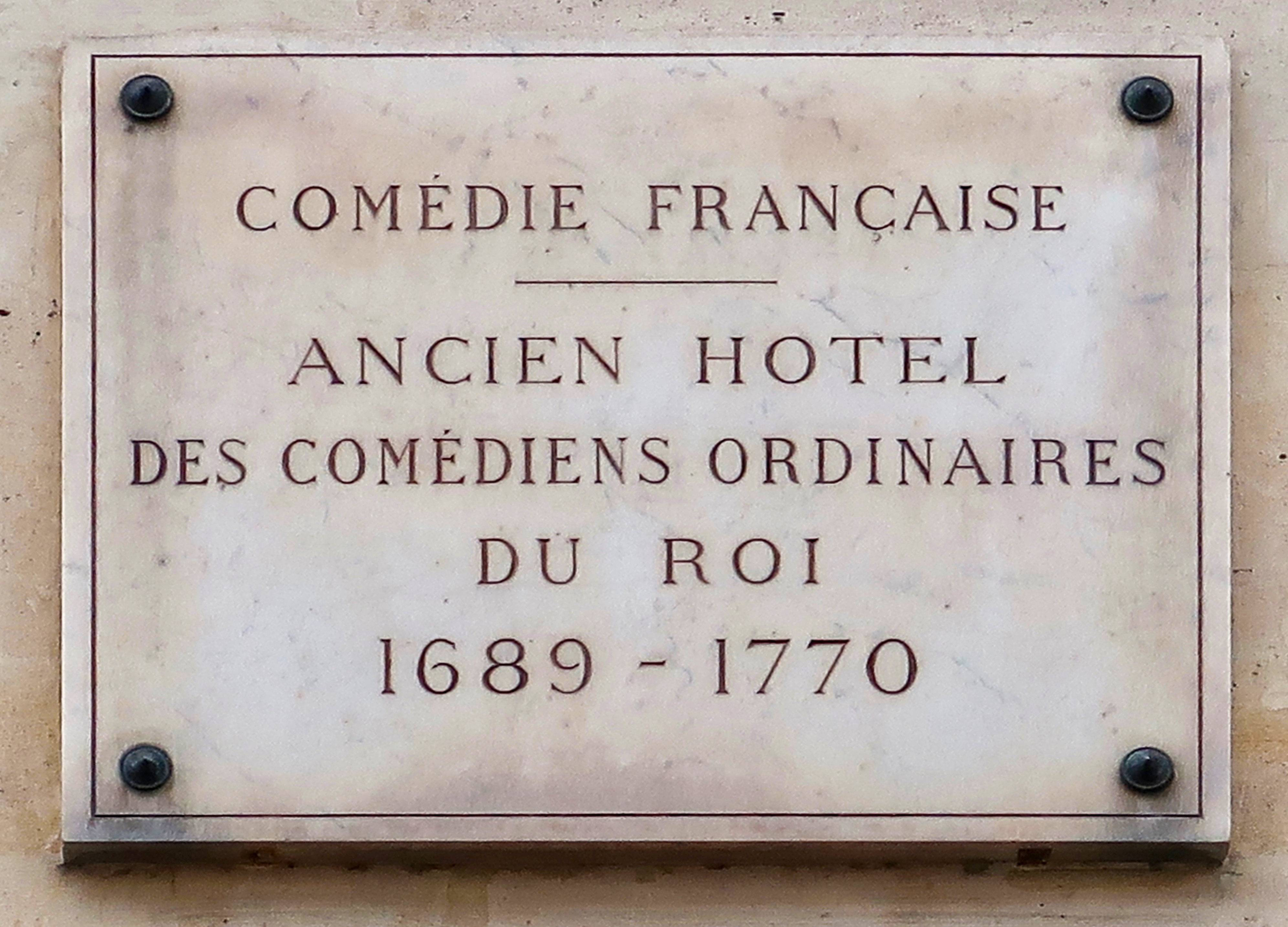
Plaque au no 14.
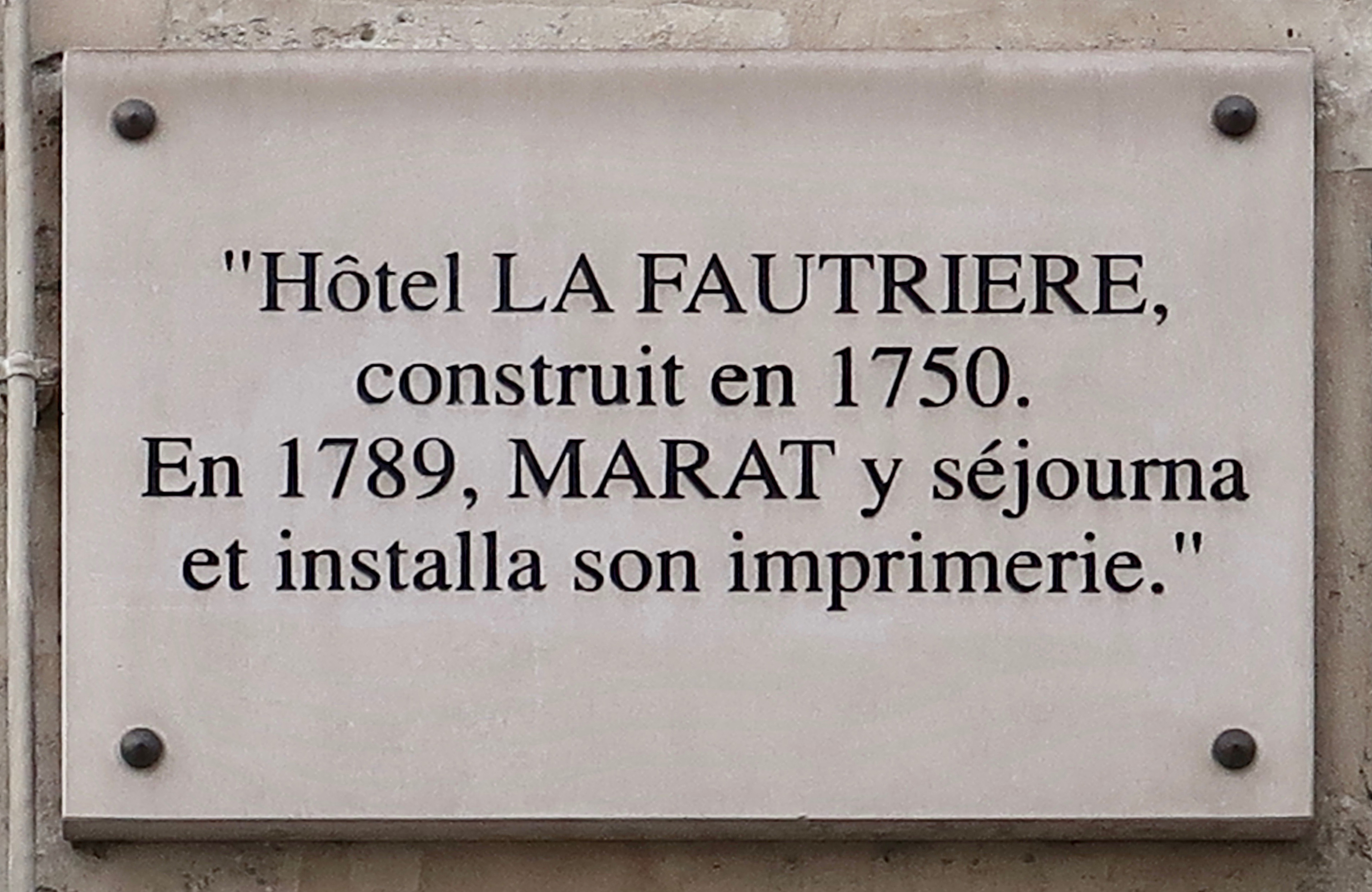
Plaque au no 16.